# Roman Artymowski
Roman Artymowski (ur. 11 sierpnia 1919 we Lwowie, zm. 3 lutego 1993 w Łowiczu) – polski malarz, grafik i pedagog; przedstawiciel informelu, zmodernizowanego polskim koloryzmem. 

## Życiorys
Urodził się 11 sierpnia w 1919 we Lwowie, w rodzinie Włodzimierza i Celestyny z Prydów. W 1939 zdał maturę w nowosądeckim liceum.
W latach 1939–1945 podczas II wojny światowej walczył w oddziałach ZWZ, a potem w Armii Krajowej na terenie województwa krakowskiego i kieleckiego. Od lipca 1944 był zwiadowcą samodzielnego batalionu partyzantów „Skała”. W tym okresie interesował się poezją. Jako członek krakowskiej grupy poetyckiej „Inaczej” publikował swe wiersze w wydawanej przez nią jednodniówce. W latach 1942–1944 współpracował z krakowskim teatrem Tadeusza Kantora.
Przystąpił do egzaminów wstępnych na Akademię Sztuk Pięknych w Krakowie i został do niej przyjęty, gdzie studiował w latach 1944–1949, uzyskał dyplom w 1949 roku. Jego nauczycielami byli Eugeniusz Eibisch (malarstwo), Andrzej Jurkiewicz, Konrad Srzednicki (grafika) i Czesław Rzepiński (rysunek). W 1947 r. rozpoczął współpracę z „Przeglądem Artystycznym” jako autor recenzji z wystaw. Wraz z innymi studentami ASP w Krakowie i Warszawie na zaproszenie Międzynarodowego Związku Studentów odwiedził Holandię. Podczas studiów był członkiem, zorganizowanej wokół Andrzeja Wróblewskiego, Grupy Samokształceniowej Związku Akademickiej Młodzieży Polskiej. W dniach 23–25 października 1949 po raz pierwszy wystawił swe prace, miało to miejsce podczas Międzyszkolnego Popisu Państwowych Wyższych Szkół Artystycznych w Poznaniu. Artymowski zakończył studia dyplomem w pracowni prof. E. Eibischa. Zawarł związek małżeński z dziennikarką Zofią Karaś. W latach 1950–1952 pracował na Akademii Sztuk Pięknych w Warszawie jako starszy asystent prof. E. Eibischa na Wydziale Malarstwa. Po reorganizacji „Przeglądu Artystycznego” i objęciu funkcji redaktora naczelnego przez Mieczysława Porębskiego w roku 1952 został redaktorem technicznym pisma. Ożenił się powtórnie; jego żoną została Zofia z Bochenków. Na świat przyszedł syn Jan Daniel.
W latach 1952–1959 pracował jako redaktor graficzny czasopisma „Świat”. Następnie w latach 1953–1956 wraz z innymi artystami starszego i młodego pokolenia wziął udział w wykonaniu polichromii odbudowanych kamienic Rynku Starego i Nowego Miasta w Warszawie. Jego dziełem są polichromie kamienic Rynku Starego oraz kamienicy przy ul. Kościelnej 7/9, sgraffito domu przy ul. Nowomiejskiej 4/6/8 i mozaika budynku przy ul. Mostowej. Za wkład w realizację polichromii Rynku Starego Miasta, Artymowski wraz z innymi twórcami otrzymał w 1953 Nagrodę Państwową II stopnia. W 1955 odbył podróż do Danii. W 1957, po objęciu stanowiska redaktora naczelnego „Przeglądu Artystycznego” przez Aleksandra Wojciechowskiego, Artymowski wszedł w skład Zespołu Redakcyjnego zreformowanego pisma. Współpraca ta trwała aż do rozwiązania „Przeglądu Artystycznego” w r. 1960. Wiosną 1957 Artymowski odbył podróż do Jugosławii, w związku z organizowaną tam wystawą współczesnego malarstwa polskiego. W roku 1958 odbył kolejne podróże; odwiedził kraje arabskie oraz Włochy.
„Natomiast uważam, że najbardziej istotne momenty mego życia odnajduję w licznych podróżach i wędrówkach, kiedy to zmieniające się pejzaże – ziemia i niebo, o różnych kolorytach, wyrafinowanej fakturze, o zmiennym, a tak różnorodnym nastroju i wszechobecnym świetle, wpisywały się we mnie; zapadały na całe lata, jako świadkowie moich następnych przygód malarskich.”
Od 1958 przez rok współpracował jako recenzent z czasopismem „Polish Perspective”. 28 lutego 1959 w galerii Krzywe Koło otwarto pierwszą wystawę indywidualną Artymowskiego. Twórca zaprezentował prace, które powstały pod wpływem podróży do Włoch. Obrazy zyskały przychylność krytyków, wśród nich prof. Jana Białostockiego, który docenił w nich „poetycką wymowę wyobraźni”. W czerwcu artysta po raz pierwszy wyjechał do Bagdadu. Jego zadaniem była organizacja wystawy polskiej sztuki współczesnej. W latach 1959–1960 przebywał w Iraku, wykładając grafikę artystyczną i poligrafię w Instytucie Sztuk Pięknych i w Tahreer College w Bagdadzie. Prace jego studentów pokazano na Festiwalu Artystycznym w Bagdadzie. W tym czasie Artymowski zwrócił szczególną uwagę na malarstwo akwarelowe, które potem miało się stać jego ulubionym medium. Między 1960–1969 był kierownikiem artystycznym pisma „The Polish Review”. W roku 1961 odbyła się druga wystawa indywidualna Artymowskiego, tym razem w Galerii Sztuki ZPAP (MDM) w Warszawie, na której pokazał akwarele z lat 1958–1961. W latach 1962–1967 pracuje na stanowisku kierownika Katedry Grafiki Warsztatowej w nowo powstałej Akademii Sztuk Pięknych w Bagdadzie. W roku 1963 jego praca pedagogiczna została uhonorowana medalem Irackiego Związku Nauczycieli. W czasie pobytu w Iraku Artymowski był członkiem Iraqi Artists Association w latach 1962–1967. W 1964 Odbył podróż do Hiszpanii i Francji. W 1968 w Galerii Współczesnej pokazano Miraże – przygotowaną przez Artymowskiego serię preparowanych przezroczy wraz z towarzyszącą im muzyką. Początek współpracy z Państwową Wyższą Szkołą Sztuk Plastycznych w Łodzi przypadł na lata 1969–1971. Prowadził wówczas Pracownię Malarstwa i Rysunku na Wydziale Tkaniny. Mieszkał w Warszawie przy ul. Piwnej 40/42 m. 3a.
1970 Artymowski wrócił do realizacji monumentalnych, wykonując mozaikę w Domu Przedpogrzebowym na Cmentarzu Komunalnym w Warszawie. W 1971 r. Artymowski otrzymał Nagrodę II stopnia Ministra Kultury i Sztuki za szczególne osiągnięcia dydaktyczne. W latach 1971–1974 był rektorem łódzkiej PWSSP. W latach 1972–1975 był docentem i kierownikiem, założonej przez siebie Katedry Grafiki Warsztatowej na Wydziale Grafiki PWSSP w Łodzi. Prowadził też tamtejszą pracownię Technik Litograficznych. Dla studentów tej uczelni przygotował skrypt pt. Wprowadzenie w zagadnienie technologii malarskiej. W roku 1973 otrzymał Nagrodę I stopnia Ministra Kultury i Sztuki za osiągnięcia artystyczne i dydaktyczne. Rozpoczął remont pałacu gen. Stanisława Klickiego w Łowiczu, który stał się jego domem i pracownią. Otrzymał Wielki Medal Triennale Rysunku we Wrocławiu w 1974 r. W latach 1975–1976 pracował na Wydziale Malarstwa ASP w Warszawie. Artymowski był kierownikiem Zakładu Technik i Technologii Malarskiej. Prowadził seminarium dyplomowe na Wydziale Sztuk Pięknych Uniwersytetu w Damaszku w roku 1976. Pomiędzy 1976–1979 przebywał w Iraku; był profesorem Studium Podyplomowego Akademii Sztuk Pięknych Uniwersytetu Bagdadzkiego. W 1978 r. organizował Pracownię Grafiki Warsztatowej i prowadził seminarium dla L’Association Culturelle AL Mouhit w Asilah (Maroko).
Po powrocie do Polski w roku 1979 prowadził Pracownię Technologii Malarskiej na Wydziale Malarstwa ASP w Warszawie do roku 1982. W 1980 r. odbył podróż do USA. W roku 1982 otrzymał profesurę nadzwyczajną na warszawskiej ASP. W latach 1983–1984 sprawował funkcję rektora na ASP w Warszawie. W roku 1984 otrzymał II nagrodę na I Ogólnopolskim Triennale Akwareli w Lublinie. 1988–1993 otrzymał tytuł profesora zwyczajnego na ASP w Warszawie. Wraz z żoną Zofią założył w 1992 r. fundację „Promocja Polskiej Sztuki Wizualnej” z siedzibą w Łowiczu.
Zmarł 3 lutego 1993 r. w Łowiczu, pochowany na cmentarzu Wojskowym na Powązkach w Warszawie (kwatera A3 tuje-1-22).

## Twórczość artystyczna

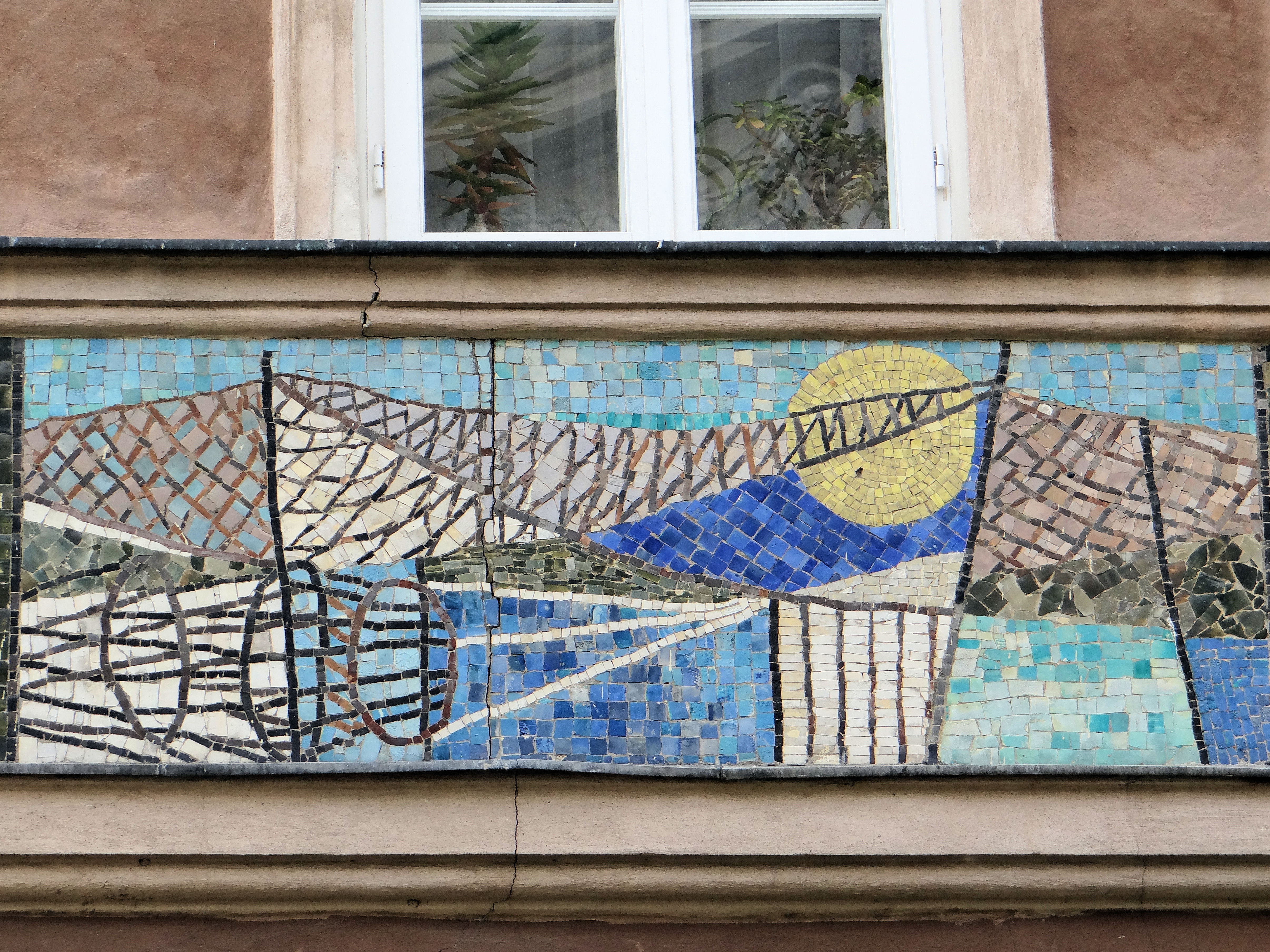
Zabytkowa kamienica przy ul. Mostowej 2, Warszawa, fragment ozdobnego mozaikowego szlaku

Przez swoje długie, bo liczące ok. 50 lat życie twórcze Roman Artymowski poznał i wykorzystał do swojej twórczości wiele technik artystycznych. W malarstwie sztalugowym był to więc olej, enkaustyka i akryl, w malarstwie monumentalnym – mozaika, wiele technik graficznych (drzeworyt, linoryt, akwaforta, akwatinta, litografia i serigrafia). Próbowaniu licznych technik towarzyszyła ciekawość zamiłowanego technologa – jakie zastosowanie ma dana technika, jakie było jej zastosowanie w historii sztuki, jakich używano receptur. Przede wszystkim jednak był mistrzem akwareli, wykonywanej na cienkim, ryżowym papierze z połączeniem collage’u. Akwarela towarzyszyła Romanowi Artymowskiemu od wczesnych, przedstawiających jeszcze prac tuż po studiach aż do ostatnich lat jego twórczości. Tutaj osiągnął ogromną sprawność i doświadczenie, pozwalające mu na osiąganie bardzo różnorodnych efektów, w zależności od przyjętego w danym okresie stylu.

## Ordery, odznaczenia i nagrody
- Krzyż Oficerski Orderu Odrodzenia Polski
- Krzyż Kawalerski Orderu Odrodzenia Polski
- Medal 40-lecia Polski Ludowej[6]
- Medal 10-lecia Polski Ludowej (19 stycznia 1955)[7]
- Odznaka Nagrody Państwowej
- odznaczenia wojenne
- nagroda Ministra Kultury i Sztuki